# Hedysarum denticulatum
Hedysarum denticulatum är en ärtväxtart som beskrevs av Eduard August von Regel och Johannes Theodor Schmalhausen. Hedysarum denticulatum ingår i släktet buskväpplingar, och familjen ärtväxter. Inga underarter finns listade i Catalogue of Life.